# シーコーラプーム駅
シーコーラプーム駅（シーコーラプームえき、タイ語:สถานีรถไฟศีขรภูมิ）は、タイ王国東北部スリン県シーコーラプーム郡にある、タイ国有鉄道東北線・南線の駅である。

## 概要
シーコーラプーム駅は、タイ王国東北部スリン県の人口13万人が暮らすシーコーラプーム郡に位置する。町の中心部に位置する為、利便性が良い。駅の正面側（南側）が、市街地である。クルンテープ駅より452.39km地点に位置し、特急列車利用で7時間程度である。
一等駅であり、全列車が停車する駅でもある。1日に28本（14往復）の列車が発着する。内訳はディーゼル特急1往復、ディーゼル急行2往復、寝台急行1往復、快速5往復、普通5往復であり、内ディーゼル急行1往復は当駅が始発、終点である。

## 歴史
1897年3月26日にタイ官営鉄道最初の区間が、クルンテープ駅 - アユタヤ駅間に開業した。1900年12月21日に当初計画のナコンラチャシーマ駅まで完成した。その後北本線、南本線と路線拡大が完了していった。この頃東北線はウボンラーチャターニーまで延長する事になり、少しずつ延伸開業の後1926年5月1日にフワイタップタン駅まで完成し、これに伴い当駅も開業した。当駅開業の約3年後の1930年4月1日に、ウボンラーチャターニー駅までの全通完成を見た。
- 1897年3月26日 【開業】クルンテープ駅 - アユタヤ駅 (71.08km)
- 1897年5月1日 【開業】アユタヤ駅 - ケンコーイ駅 (54.02km)
- 1898年3月3日 【開業】ケンコーイ駅 - ムワックレック駅 (27.20km)
- 1899年5月25日 【開業】ムワックレック駅 - パークチョン駅 (27.63km)
- 1900年12月21日 【開業】パークチョン駅 - ナコンラチャシーマ駅 (83.72km)
- 1922年5月1日 【開業】ナコンラチャシマー駅 - ターチャン駅 (21.75km)
- 1925年4月1日 【開業】ターチャン駅 - ブリーラム駅 (90.62km)
- 1926年5月1日 【開業】ブリーラム駅 - スリン駅 (43.73km)
- 1927年5月1日 【開業】スリン駅 - フワイタップタン駅 (61.75km)
- 1928年8月1日 【開業】フワイタップタン駅 - シーサケート駅 (33.59km)
- 1930年4月1日 【開業】シーサケート駅 - ウボンラーチャターニー駅 (60.01km)

## 駅構造
単式及び島式1面の複合型ホーム2面2線をもつ地上駅であり、駅舎はホームに面している。

## 駅周辺
- シーコーラプーム遺跡公園(1.5km)